# 学生団体スマセレ
学生団体スマセレ(がくせいだんたいスマセレ)は、日本のNPO法人でありながら、複数の学校から構成されるいわゆるインターカレッジサークルでもある。もともと兵庫県のくらしのヤングクリエーターとして活動していた兵庫県立大学の学生らを中心に2016年3月に設立された。2018年よりNPO法人になり活動をしている。

## 概要
学生団体スマセレは消費者市民社会の実現と社会人基礎力の養成を目的としている。
活動内容は消費者教育とキャリア教育を中心に国際理解、環境、食育などがテーマで、企業などとも連携したセミナー・イベントの企画立案・運営、制作・デザイン、ボランティアも実施する。様々な業種の事業者と協力し、イベントを開催している。近年はSDGsの推進にも力を入れている。
2016年には、内閣府消費者委員会の成年年齢引下げ対応検討ワーキング・グループのヒアリングに協力した。
2017年には、消費者庁などが主催した「地方消費者フォーラムinひょうご」に、対象13団体の一つとして「壁新聞リレー紹介」を実施した。
2017年度『消費者白書』の第1部第3章「特集 若者の消費」内の「第3節 若者の自立支援に向けた取組 (2)若者自身が参画する取組」に含まれる「次世代の消費者リーダーによる消費者市民社会に向けた取組：兵庫県」の事例の一つとして紹介された。また、国民生活センターの発行する『国民生活2017年11月号【No.64】』の「特集 若者の消費者トラブル対策を考える」に執筆している。
2018年には、特定非営利活動法人化した。衆議院法務委員会で「民法の一部を改正する法律案」の参考人として招致されている。
2020年には、内閣府の男女共同シンポジウムに登壇するなど、幅広く活動している。